# قیام سووتو
قیام سووتو (انگلیسی: Soweto uprising) یا شورش سووتو مجموعه ای از تظاهرات و اعتراضات به رهبری دانش آموزان سیاهپوست مدرسه ای در آفریقای جنوبی بود که در صبح روز ۱۶ ژوئن ۱۹۷۶ آغاز شد.
دانش‌آموزان مدارس مختلف در واکنش به معرفی زبان آفریکانس به‌عنوان زبان رسمی در مدارس سیاه‌پوست، در خیابان‌های سووتو اعتراض کردند. تخمین زده می‌شود که ۲۰۰۰۰ دانشجو در این تظاهرات شرکت کردند. آنها با خشونت شدید پلیس مواجه شدند و بسیاری به ضرب گلوله کشته شدند. تعداد دانش‌آموزانی که در این قیام کشته شدند حدوداً ۱۷۶ نفر تخمین زده می‌شود، اما برخی منابع تعداد کشته‌شدگان را ۷۰۰ نفر تخمین می‌زنند. به یاد این فاجعه، در حال حاضر ۱۶ ژوئن در آفریقای جنوبی تعطیل رسمی است که به نام روز جوان نامگذاری شده‌است.